# GOLD (甲斐バンドの曲)
「GOLD」（ゴールド）は1983年9月1日に発売された甲斐バンドの24枚目のシングル。

## 概要
アルバム『GOLD/黄金』からのシングルカット。ジャケットもアルバムと同一のもので、『GOLD』という文字を書き足したデザインになっている
ビデオ・クリップも制作された。
なお、2000年に発売されたシングル集『Singles II』には両面とも未収録だった。

## 収録曲
- 全作詞・作曲：甲斐よしひろ

1. GOLD
編曲：椎名和夫
2. ムーンライト・プリズナー
編曲：井上鑑

## テイク別
本作が収録されているアルバムはN.Y3部作の1枚で、編集盤『ポイズン80's』において、各楽曲のアルバム未収録テイクや未発表テイクが明らかにされている。太字は、本作収録テイク。
| 曲名                     | Version                                                   |
| ------------------------ | --------------------------------------------------------- |
| GOLD                     | *Album/Single（LP"GOLD/黄金" Mixed by BOB CLEARMOUNTAIN） |
| ムーンライト・プリズナー | *Album/Single（LP"GOLD/黄金" Mixed by BOB CLEARMOUNTAIN） |